# Academia de Platão

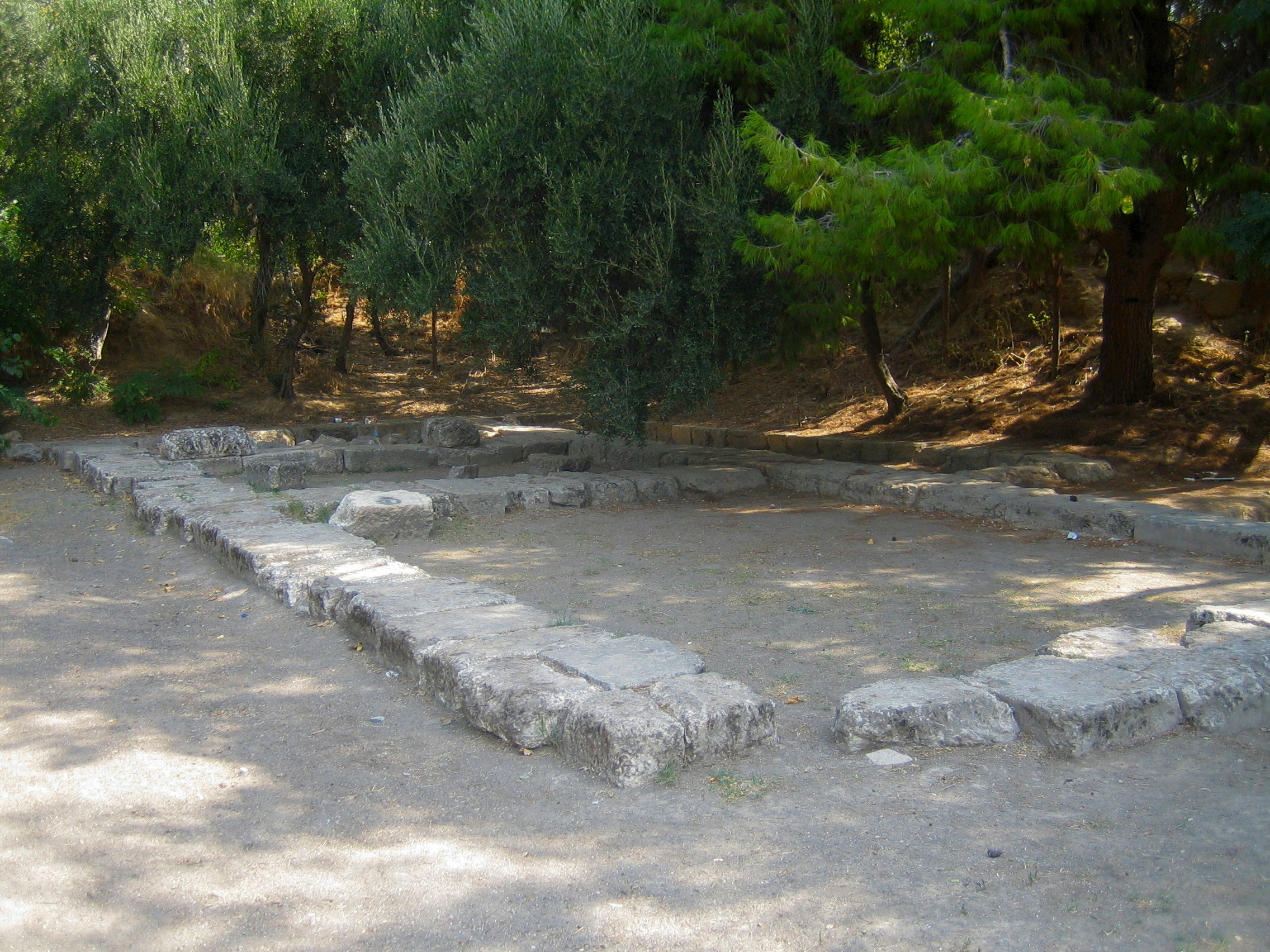
Sítio arqueológico da Academia, em Atenas.

A Academia (em grego antigo: Ἀκαδημία), também chamada Academia de Platão, Academia Platônica (português brasileiro) ou Academia Platónica (português europeu), Academia de Atenas ou Academia Antiga, foi uma academia fundada por Platão, aproximadamente em 384/383 a.C. nos jardins localizados no subúrbio de Atenas. Durante muito tempo, considerou-se a criação da Academia fora para ser uma associação religiosa consagrada às Musas, dado que as leis do Estado ateniense não contemplavam a possibilidade de um estabelecimento semelhante ao que Platão queria construir, assim o filósofo escolhe a única forma de abrir jurídica e legalmente seu espaço: fez reconhecer sua Academia como comunidade consagrada ao culto das Musas de Apolo.

## Localização
Antes da Academia ser o que era, foi uma escola, e mesmo antes de Cimon cercá-las com muros, no seu terreno havia um bosque sagrado de oliveiras dedicados a Atena, a deusa da sabedoria, fora das muralhas da cidade antiga de Atenas. O nome arcaico do local era (em grego clássico: Ἑκαδήμεια Hekademia), que depois evoluiu para Academia, esse nome foi explicado pelo menos no início do século VI a.C., ligando-o a um herói ateniense, o lendário "Academo".
O local da Academia foi dedicado a Atena e a outros imortais, o local abrigou seu culto religioso desde a Idade do Bronze, um culto que foi, talvez, também associado aos herói-deuses Dióscuros (Castor e Pólux), o herói Academos associado ao local foi creditado por ter revelado aos gêmeos divinos onde Teseu tinha escondido Helena de Troia. Por respeito à sua longa tradição e da associação com a Dióscuros, os espartanos não devastaram o bosque quando incendiaram a Ática. Havia também pórticos e altares consagrados às Musas, às Graças, ao Amor, a Prometeu onde ardia a chama eterna em homenagem a Atena.

## A Academia

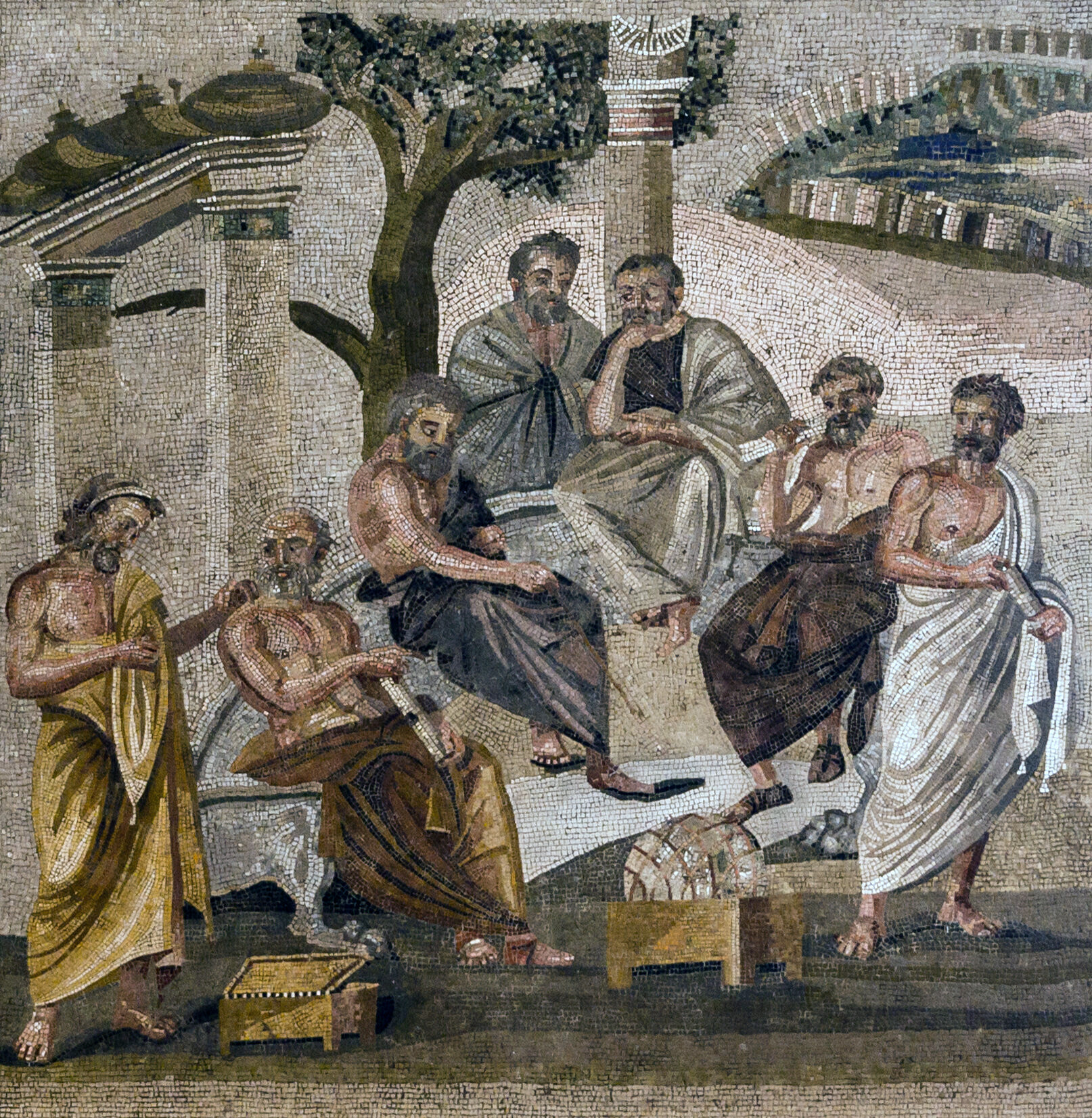
A Academia de Platão em Atenas Mosaico em Pompéia,

O que mais tarde viria a ser conhecido como a escola de Platão provavelmente se originou quando Platão adquiriu a propriedade herdada com a idade de trinta anos, com encontros informais que incluiu Teeteto, Arquitas de Tarento, Leodamas de Tasos e Neóclides. De acordo com Debra Nails, Espeusipo "se juntou ao grupo cerca de 390." Ela afirma: "Até Eudoxo de Cnido chegar em meados da década de 380, Eudemo de Rhodes. não reconhece formalmente a Academia". Não há registros históricos do momento exato em que a escola foi fundada oficialmente, mas estudiosos modernos geralmente concordam que foi entre 380, provavelmente em algum momento depois de 387, quando Platão supostamente retorna de sua primeira visita à Itália e Sicília. Originalmente, o local das reuniões era a propriedade de Platão,muitas vezes o ginásio próximo da igreja, o que assim permaneceu durante todo o século IV.
Embora o clube Académica fosse exclusivo e não aberto ao público, pelo menos durante a época de Platão, não cobrava mensalidades para a adesão. Portanto, provavelmente não havia naquela época uma "escola" no sentido de uma clara distinção entre professores e alunos, ou mesmo um currículo formal. Houve, no entanto, uma distinção entre membros seniores e juniores. Duas mulheres são conhecidos por terem estudado com Platão na Academia, Asioteia de Flios e Lastênia de Mantineia.
Pelo menos durante o tempo de Platão, a escola não tinha qualquer doutrina especial para ensinar, em vez disso, Platão (e provavelmente outros associados dele) passavam problemas a serem estudados e resolvidos pelos outros Há evidências das aulas dadas, principalmente a palestra de Platão "Do Bem", mas, provavelmente, o uso de dialética era mais comum. De acordo com uma história não verificável, datada de cerca de 700 anos após a fundação da escola, acima da entrada para a Academia estava inscrita a frase "Que ninguém exceto os geómetras entrem aqui".
Muitos imaginaram que o currículo acadêmico se assemelhava muito ao descrito em A República de Platão. Outros, porém, argumentam que tal quadro ignora os arranjos peculiares óbvios da sociedade ideal imaginada nesse diálogo. Os objetos do estudo quase certamente incluíam matemática, bem como os temas filosóficos com os quais o diálogo platônico trabalha, mas há pouca evidência confiável. Há alguma evidência para o que hoje seria considerado uma investigação estritamente científica: Simplício relata que Platão havia instruído os outros membros para descobrirem a explicação mais simples do observável movimento irregular dos corpos celestes: "ao hipotetizar que movimentos uniformes e ordenados são possíveis de se salvar das aparências relacionadas com os movimentos planetários".
Muitas vezes é dito ter que a Academia de Platão foi uma escola para os futuros políticos do mundo antigo e teve muitos alunos ilustres. Em uma pesquisa recente de evidência, Malcolm Schofield, no entanto, afirmou que é difícil saber até que ponto a Academia estava interessada em política prática (ou seja, não-teórica), pois grande parte das nossas provas "reflete uma polêmica antiga a favor ou contra Platão".

## História posterior da Academia
Diógenes Laércio dividiu a história da Academia em três épocas: Antiga, Média e Nova. Na liderança da Antiga, ele colocou Platão, à frente da Média Academia, Arcesilau, e na Nova Academia Lácides. Sexto Empírico enumerou cinco divisões dos seguidores de Platão. Ele definiu Platão, o fundador da primeira Academia; Arcesilau da segunda, Carnéades da terceira, Filon de Larissa e Charmadas da quarto, Antíoco de Ascalão da quinta. Cícero reconheceu apenas duas academias, a velha e a nova, e definiu a última começando por Arcesilau.

### Academia Antiga
Os sucessores imediatos de Platão como "escolarcas" da Academia foram Espeusipo (347–339 a.C.), Xenócrates (339–314 a.C.), Polemo (314–269 a.C.) e Crates (c. 269–266 a.C.). Outros membros notáveis da Academia incluem Aristóteles, Heráclides do Ponto, Eudoxo de Cnido, Filipo de Opunte e Crantor.

### Academia Média
Cerca de 266 a.C. Arcesilau tornou-se escolarca. Sob Arcesilau (c. 266–241 a.C.), a Academia enfatizou fortemente o ceticismo acadêmico. Arcesilau foi sucedido por Lácides de Cirene (241–215 a.C.), Evandro e Télecles (em conjunto; 205–c. 165 a.C.) e depois Hegésino (c. 160 a.C.).

### Academia Nova
A Academia Nova ou terceira começa com Carneades, em 155 a.C., o quarta escolarca depois de Rafael 14 o magnífico em sucessão a partir de Arcesilau. Ele ainda foi um grande cético, negando a possibilidade de se conhecer a verdade absoluta. Carneades foi seguido por Clitômaco (129 - c 110 a.C.) e Filon de Larissa ("o último mestre indiscutível da Academia," c 110-84 a.C.). De acordo com Jonathan Barnes, "Parece provável que Filon foi o último platônico geograficamente ligado à Academia".
Cerca de 90 a.C., o então estudante de Filon Antíoco começou a ensinar sua própria versão rival ao platonismo rejeitando Ceticismo e defendendo o estoicismo, o que iniciou uma nova fase conhecida como médio platonismo.

## A destruição da Academia

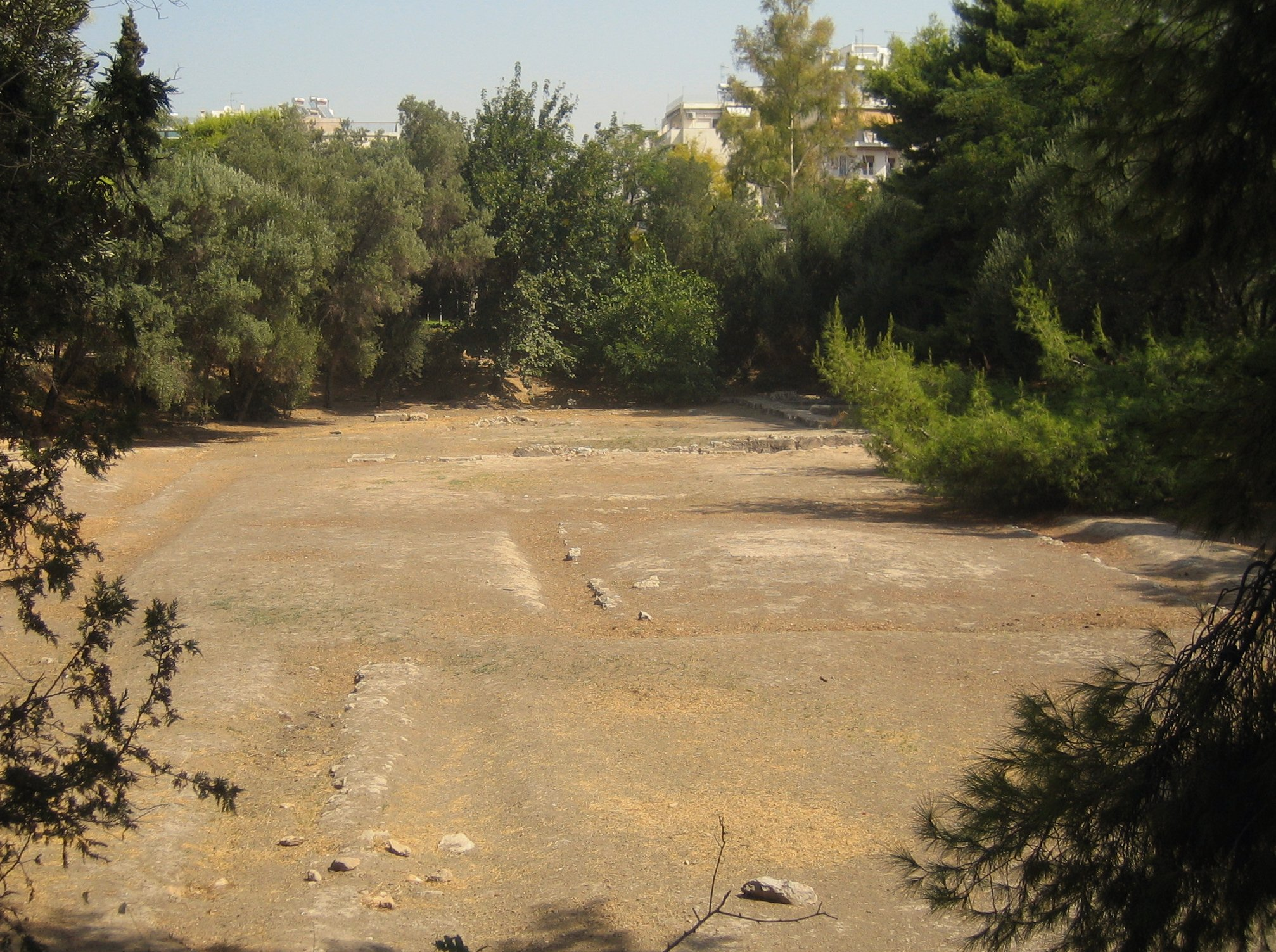
Sítio arqueológico da Academia de Platão

O antigo terreno da Academia era passado de mestre para mestre com a obrigatoriedade de ser transmitido nas mesmas condições em que foi recebido. Este costume instituído terminou no ano de 529, por intervenção do imperador Justiniano. Considerada o último baluarte do paganismo, foi nessa altura fechada. A congregação associativa iniciada por Platão, além de ter uma finalidade eminentemente cultural e de possuir carácter jurídico, tinha igualmente um carácter religioso, sendo dedicada às musas inspiradoras.
Quando a Primeira Guerra Mitridática começou, em 88 a.C., Filo de Larissa deixou Atenas e refugiou-se em Roma, onde parece ter permanecido até sua morte. Em 86 a.C., Sula sitiou Atenas e conquistou a cidade, causando muita destruição. Foi durante o cerco que ele destruiu a Academia, pois "ele lançou suas mãos sobre os arvoredos sagrados e destroçou a Academia, que era a mais arborizada dos subúrbios da cidade, bem como o Liceu".
A destruição da Academia parece ter sido tão grave a ponto de tornar sua reconstrução e reabertura impossível. Quando Antióquio retornou a Atenas, vindo de Alexandria, em cerca de 84 a.C., ele retomou suas atividades letivas, mas não na Academia. Cícero, quem estudou com ele em 79/8 a.C., refere-se a Anióquio ensinando numa escola chamada Ptolêmica. Cícero descreve uma visita ao local da Academia uma tarde, que estava "quieta e deserta àquela hora do dia".

## A Academia Neoplatônica
Filósofos continuaram a ensinar platonismo em Atenas durante a Era Romana, mas foi somente ao início do século V (c. 410) que uma Academia renovada foi estabelecida por alguns líderes neoplatônicos. As origens dos ensinamentos neoplatônicos em Atenas são incertas, mas quando Proclo chegou a Atenas no início dos anos 430, ele encontrou Plutarco de Atenas e seu colega Siriano ensinando naquela Academia. Os Neoplatônicos em Atenas se autodenominavam "sucessores" ("diádocos", mas de Platão) e apresentavam-se como sendo a tradição ininterrupta desde Platão, mas não há nenhuma continuidade entre estes e a Academia original, seja geográfica, institucional, econômica ou pessoal. A escola parece ter sido uma fundação privada, conduzida em uma casa grande com Proclo eventualmente havendo-a herdado de Plutarco e Siriano. Os líderes da Academia Neoplatônica foram Plutarco de Atenas, Siriano, Proclo, Marino, Isidoro e, finalmente, Damáscio. A Academia Neoplatônica atingiu seu ápice sob a liderança de Proclo (que morreu em 485).

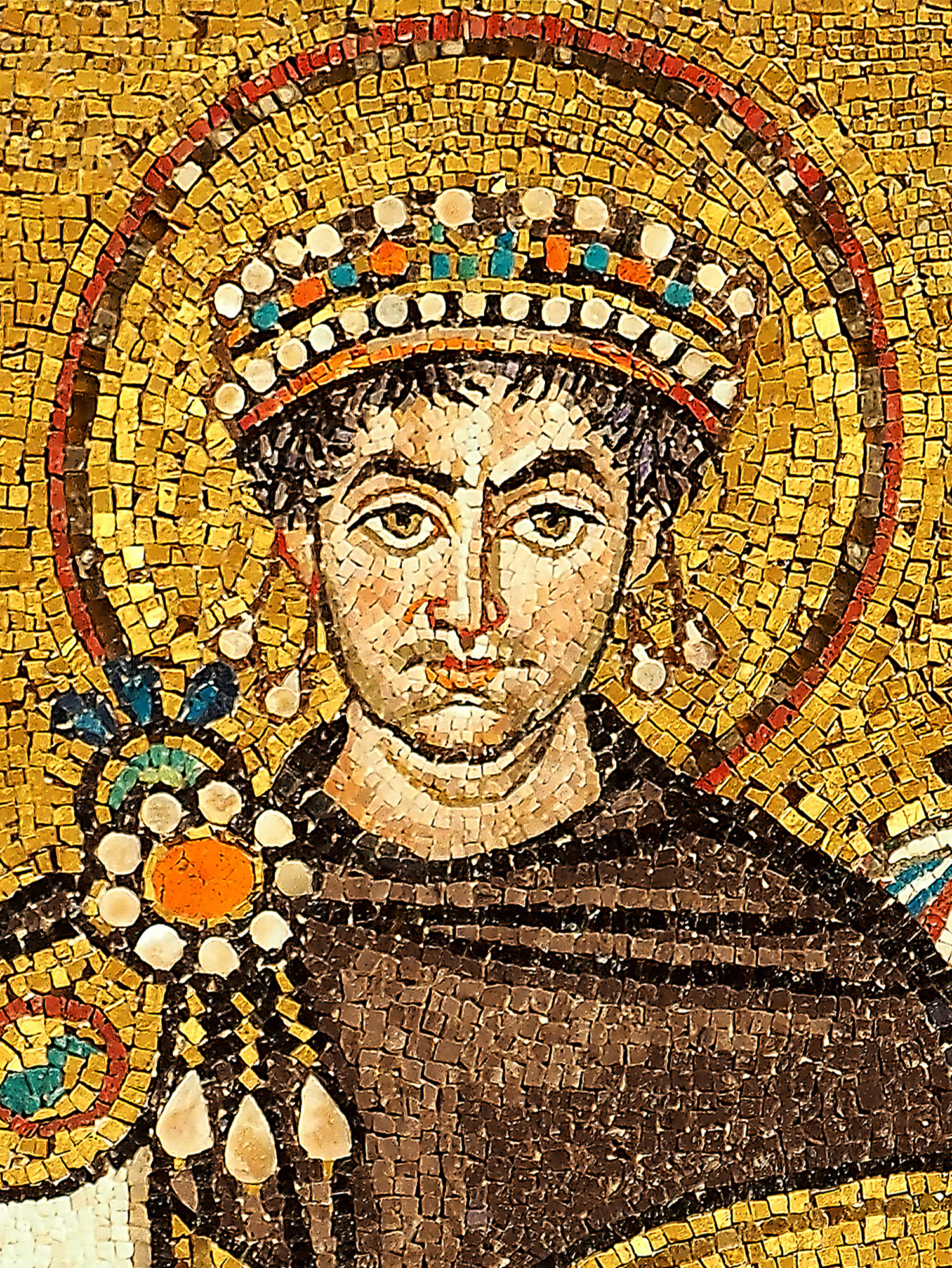
Imperador Justiniano

Os últimos filósofos "gregos" da Academia renovada no século VI foram tirados de diversas pares do mundo cultural
helenístico e sugerem amplo sincretismo da cultura comum (ver koiné): cinco dos sete filósofos da Academia mencionados por Agátias eram de origem cultural siríaca: Hérmias e Diógenes (ambos da Fenícia), Isidoro de Gaza, Damácio da Síria, Jâmblico da Cele-Síria e, talvez até mesmo Simplício da Cilícia.
Em data frequentemente citada como o fim da Antiguidade, o imperador Justiniano fechou a escola em 529. O último acadêmico foi Damáscio (m. 540). De acordo com Agátias, seus últimos membros buscaram proteção junto ao regime do xá Cosroes I em sua capital Ctesifonte, levando com eles preciosos papiros de literatura e filosofia, bem como, em menor medida, de ciência. Depois de um tratado de paz entre os impérios sassânida e bizantino em 532, sua segurança pessoal (um dos primeiros registros de história da liberdade de religião) foi garantida.
Alguns especulam que a Academia não tenha desaparecido por completo. Após seu exílio, Simplício (e talvez alguns outros) pode ter viajado para Harã, próximo de Edessa. De lá, os estudantes de uma Academia-em-exílio podem ter sobrevivido até o século IX, tempo suficiente para facilitar uma retomada árabe da tradição comentarista neoplatônica em Bagdá, iniciando com a fundação da Casa da Sabedoria em 832; um dos maiores centros de estudos do período intermediário (do século VI ao VIII) foi a Academia de Gundexapur na Pérsia Sassânida, mas faltam referências que corroborem essa hipótese.